# Daniel Sennert
Daniel Sennert (1572-1637) est un médecin allemand, professeur à l'Université de Wittemberg. Il contribue à la renaissance de l'atomisme. On lui attribue la première description clinique de la rubéole en 1619, qu'il appelle rötheln, et que les Anglais appellent german measles (rougeole allemande).

## Biographie
Son père est cordonnier à Breslau, en Silésie. Il nait le 25 novembre 1572. En 1593, il commence des études de philosophie à Wittemberg où il est diplômé en 1598. Il s'oriente vers la médecine en passant par plusieurs universités allemandes : Leipzig, Iéna, Francfort-sur-l'Oder pour recevoir le bonnet de Docteur à Wittemberg en 1601. 
L'année suivante il devient professeur de médecine à Wittemberg, ses cours brillants attirent les auditeurs et sa réputation grandit. En 1628, il est parmi les médecins personnels de Jean-Georges Ier de Saxe.

Il enseigne 35 ans à Wittemberg, période durant laquelle la ville est frappée de 7 épidémies de peste. Il refuse toujours d'en sortir pour rester au service des malades. Lors de la 8e épidémie, celle de 1637, il succombe à cette maladie à Wittemberg, le 21 juillet de la même année.
« Le respect qu'on eut pour lui fut si grand, même chez les étrangers, qu'on entendait jamais prononcer son nom, sans se découvrir la tête ».

## Œuvres

### Philosophie
Sennert se propose de réconcilier la physique d'Aristote et l'atomisme de Démocrite, en faisant des minima naturalia d'Aristote des éléments de discontinuité. En utilisant les concepts aristotéliciens de matière et de forme, il explique toutes les transformations chimiques par des opérations de corpuscules ultimes de matière se regroupant en des formes essentielles. Sennert est ainsi un  précurseur de la théorie moléculaire, qui dans l'histoire du concept de molécule se situe entre Giordano Bruno (1548-1600) et Pierre Gassendi  (1592-1655).
Il s'attache à critiquer l'occultisme de son époque, en particulier sur le plan linguistique. Selon Sennert, le langage est une source de clarté et d'aide mutuelle entre les humains. Il appelle à une claire distinction entre les mots et les choses. Il est partisan des définitions précises, des terminologies cohérentes, et contre la confusion des niveaux de réalités : les analogies et les métaphores ne doivent pas être prises à la lettre, le sens figuré ne peut se confondre avec le sens littéral. S'il accepte la théorie des signatures, celle de sympathie universelle, et les correspondances macrocosme et microcosme, c'est à un niveau analogique et non pas identitaire,.

### Médecine chimique
Au début du XVIIe siècle, une des grandes polémiques de l'époque est celle qui oppose les partisans de Galien à ceux de Paracelse (médecine chimique, ou iatrochimie). Sennert adopte une position originale de compromis : il soutient la médecine humorale des Anciens, mais il reconnait en même temps l'importance de la chimie et des nouveaux médicaments, en acceptant les tria prima de Paracelse (principes alchimiques de Sel, Soufre et Mercure). Il est l'un des premiers à introduire la chimie dans ses cours de médecine.
Toutefois, il se distingue des Paracelsiens, car pour lui, la chimie doit rester au service de la médecine, et non pas devenir son fondement. De plus la médecine et la chimie doivent rester profanes, alors que les Paracelsiens associent des idées sacrées et religieuses à leurs concepts chimiques, faisant à la fois de la fausse chimie et de la fausse religion. En tant que logicien, il refuse l'idée que des forces vitales soient à l'œuvre dans  les corps inanimés, ou que l'esprit et l'imagination puissent agir directement sur la matière (extérieure et étrangère au corps).

### Médecine clinique
Considéré comme un compilateur judicieux et érudit, il établit des différences subtiles pour distinguer des maladies, notamment les fièvres éruptives longtemps confondues entre elles, il distingue ainsi la scarlatine de la varicelle, et la rubéole de la scarlatine. Il contribue à l'étude du scorbut et des maladies liées à l'alcoolisme. En thérapeutique, il déclare son aversion pour la saignée. Enfin, il s'intéresse à des problèmes de sorcellerie, comme celui des incubes, qu'il envisage comme un problème rationnel médical (dont l'origine est dans la tête) et non démoniaque.

## Ouvrages
Auteur très prolifique, il écrit, entre autres, (dates de première édition) :
- Institutiones medicinae (1611) ;
- Epitome scientiae naturalis (1618) ;
- De consensu & dissensu Galenicorum & Peripateticorum cum Chymicis (1619) ;
- De Febribus Libri Quatuor (1619) ;
- De Scorbuto Tractatus (1624) ;
- Practicæ Medicinæ Liber Primus (1628) ;
- Hypomnemata physicae (1636).

Les œuvres complètes sont réunies et publiées sous le titre Opera Omnia en 3 volumes :
- Danielis Sennerti, Opera omnia, Vratislaviensis, in tres tomos distincta. Tome 1,  apud Societatem (Paris), 1641, Texte en ligne disponible sur LillOnum ;
- Danielis Sennerti, Opera omnia, Vratislaviensis, in tres tomos distincta. Tome 2,  apud Societatem (Paris), 1641, Texte en ligne disponible sur LillOnum.

Éditions suivantes : Venetiis 1645, 1651, Parisiis 1645, Lungduni 1659, 1666, 1676.